# Bronisław Bladocha
Bronisław Henryk Bladocha (ur. 1948) – polski politolog, specjalizujący się w polityce samorządowej i prawie prasowym; nauczyciel akademicki związany z uczelniami w Warszawie, Łodzi, Toruniu i Polkowicach.

## Życiorys
Urodził się w 1948 roku. Po ukończeniu kolejno szkoły podstawowej i średniej podjął studia politologiczne na Uniwersytecie im. Adama Mickiewicza w Poznaniu, które ukończył w 1973 roku dyplomem magistra. Bezpośrednio po ukończeniu studiów znalazł zatrudnienie w placówkach przemysłowych w Wielkopolsce takich jak: PZF Polfa, gdzie doszedł do stanowiska dyrektora oraz Glaxo Smith Kline w Poznaniu. W 1996 uzyskał na swojej macierzystej uczelni stopień naukowy doktora nauk humanistycznych w zakresie nauk o polityce o specjalności prawo prasowe na podstawie pracy pt. System prasowy Republiki Federalnej Niemiec, napisanej pod kierunkiem prof. Jacka Sobczaka.
W tym samym roku został adiunktem w Instytucie Nauk Politycznych i Dziennikarstwa na Wydziale Nauk Społecznych swojej macierzystej uczelni. Poza tym wykładał w Wyższej Szkole Handlu i Finansów Międzynarodowych w Warszawie, na Wydziale Humanistycznym Akademii Humanistyczno-Ekonomicznej w Łodzi, Wydziale Zamiejscowym w Człuchowie Wyższej Szkoły Pedagogicznej Towarzystwa Wiedzy Powszechnej. Poza tym przez pewien okres był pracownikiem naukowo-dydaktycznym Instytutu Politologii na Wydziale Humanistycznym Uniwersytetu Mikołaja Kopernika w Toruniu.
Poza tym na początku XXI wieku wziął udział w utworzeniu w Polkowicach Dolnośląskiej Wyższej Szkoły Przedsiębiorczości i Techniki, gdzie wykładał międzynarodowe stosunki polityczne dla studentów tego kierunku. W 2004 roku został tam wybrany na stanowisko pierwszego dziekana Wydziału Nauk Społecznych. Dwa lata później objął urząd rektora tej uczelni, który pełnił do 2010 roku.

## Dorobek naukowy
Zainteresowania naukowe Bronisława Bladocha koncentrują się wokół problematyki związanej z systemami prasowymi państw europejskich, systemami politycznymi, prasoznawstwem oraz komunikacją społeczną. Jest autorem i współautorem kilkudziesięciu publikacji naukowych. Do najważniejszych z nich należą:
- System prasowy RFN, Poznań 2000.
- Wolność słowa w systemie medialnym Wielkiej Brytanii, Toruń 2003.